# Municipio de Center (condado de Boone)
El municipio de Center (en inglés: Center Township) es un municipio ubicado en el condado de Boone en el estado estadounidense de Indiana. En el año 2010 tenía una población de 18030 habitantes y una densidad poblacional de 106,56 personas por km².

## Geografía
El municipio de Center se encuentra ubicado en las coordenadas 40°2′51″N 86°27′32″O / 40.04750, -86.45889. Según la Oficina del Censo de los Estados Unidos, el municipio tiene una superficie total de 169.2 km², de la cual 169.2 km² corresponden a tierra firme y (0%) 0 km² es agua.

## Demografía
Según el censo de 2010, había 18030 personas residiendo en el municipio de Center. La densidad de población era de 106,56 hab./km². De los 18030 habitantes, el municipio de Center estaba compuesto por el 96.41% blancos, el 0.49% eran afroamericanos, el 0.17% eran amerindios, el 0.62% eran asiáticos, el 0.03% eran isleños del Pacífico, el 0.9% eran de otras razas y el 1.39% pertenecían a dos o más razas. Del total de la población el 2.8% eran hispanos o latinos de cualquier raza.